# Alkaloid
Alkaloídi so organske spojine, navadno z bazičnimi lastnostmi. Vsebujejo dušik, ki je običajno vezan v heterociklično strukturo. Njihovo ime pomeni, da imajo alkalni – bazični značaj, čeprav nekateri alkaloidi nimajo bazičnih lastnosti. Pojavljajo se v naravi, predvsem v rastlinah, redkeje v glivah in živalih. Na človeški organizem imajo načeloma karakterističen učinek. Večina jih je zelo strupenih. Veliko alkaloidov ima izrazito grenak okus.
Kljub strupenosti nekatere v zelo majhnih količinah zaradi svojih fizioloških in farmakoloških lastnostih uporabljajo kot zdravilne učinkovine v zdravilih. Številni alkaloidi sodijo med droge. Kemijsko gledano gre za zelo raznoliko skupino spojin, za katero ni nobene karakteristične strukturne prvine.
Med alkaloide uvrščamo tudi določene snovi, ki ne ustrezajo gornjim zahtevam. Alkaloid iz popra na primer ni bazičen. Kanabinolov ne štejemo med alkaloide.
So značilni metaboliti nekaterih rastlin, o njihovem pomenu za rastlinski metabolizem pa je še malo znanega. Po drugi strani številne rastline ne vsebujejo alkaloidov, kar kaže na to, da nimajo esencialne vloge pri presnovi rastlin. Strupene alkaloide uporabljajo rastline kot zaščito pred rastlinojedci.
V molekulah alkaloidov je aminski dušik, ki je pogosto vezan v petčlenskem ali šestčlenskem heterocikličnem obroču. Poznamo mnogo alkaloidov, med njimi tudi metilksantine, ki jih predstavljajo tri spojine: kofein, teofilin in teobromin. Te tri oblike metilksantinov imajo različne biokemične učinke in so zastopane v različnih proporcionalnih vsebnostih v različnih rastlinah. Vsi ksantini zavirajo delovanje nevrotransmiterjev. Med ksantine spada tudi prenašalec v osrednjem živčevju, adenozin.
Alkaloide lahko glede na osnovni skelet razdelimo v sledeči skupini:
- Heterociklični alkaloidi: vsebujejo različne dušikove heterocikle (pirol, imidazol, piridin, indol, purin ...).
- Karbociklični alkaloidi: vsebujejo obroče, zgrajene le iz ogljika.

## Primeri bolj znanih alkaloidov
- atropin
- kapsaicin
- kinin
- kokain
- kodein
- kofein
- morfin
- nikotin
- strihnin

## Poimenovanje
Ime alkaloidi je leta 1819 predstavil nemški kemik Carl F.W.Meissner in izhaja iz latinske korenine besede alkalijske, kar pomeni pepel rastlin. Izraz se je začel široko uporabljati šele po objavi članka O.Jacobsen v kemičnem slovarju Albert Ladenburg leta 1880. Nek edinstven način poimenovanja alkaloidov ne obstaja. Mnoga posamezna imena so izoblikovana tako, da se posameznim vrstam alkaloidov dodaja končnica "-in".

## Zgodovina
Ljudje so že od antičnih časov naprej v terapevtske in rekreacijske namene uporabljali rastline, katere vsebujejo alkaloide. Zdravilne rastline so bile znane v Mezopotamiji že leta 2000 p.n.š. V Homerjevi Odiseji je opisano, kako je bila egiptovski kraljici dana zdravilna droga, ki povzroča pozabo. V kitajski knjigi o sobnih rastlinah, ki je bila napisana v 1. stoletju pr. n. št., se omenja uporaba sladkorja in vrtnega maka.
Prav tako so bili listi koke, katere uporabljajo indijanci v Južni Ameriki, znani že od antičnih časov. Izvlečki iz rastlin, ki vsebujejo strupene alkaloide so se v antičnih časih uporabljali za zastrupitev puščice.
Študija alkaloida se je začela v 19. stoletju. Nemški farmacevt Friedrich Serturner je bil leta 1804 prvi, ki je izločil morfij iz opija. Pomembni prispevek k raziskovanju alkaloidov v kemiji, sta dodala francoska raziskovalca Pierre Joseph Pelletier in Joseph Bienaime Caventou, ki sta odkrila; kinin (1820), strihnin (1818), ksantin (1817), atropin (1819), kofein (1820), nikotin (1828), kokain (1860).
Prva popolna sinteza alkaloida je bila dosežena leta 1886. Kemični razvoj alkaloidov pospešuje nastanek spektrofotometričnih in kromatografičnih metod v 20. stoletju. Do leta 2008 je bilo prepoznanih več kod 12 000 alkaloidov.

## Klasifikacija
V primerjavi z večino drugih vrst narvnih sestavin je ze alkaloide značilna velika strukturna raznolikost. Enotna klasifikacija alkaloidov ne obstaja. V preteklosti so alkaloide razvrščali na podlagi skupnega naravnega vira. Novejše razvrščanje temelji na podobnosti ogljikovega skeleta in biogenetskih predhodnikov.
Alkaloidi so pogosto razdeljeni na naslednje glavne skupine: pravi alkaloidi, vsebujejo dušik in izvirajo iz aminokislin, protoalkaloidi, polaminalkaloidi, peptida in ciklopeptida alkaloidi, pseudalkaloidi.

## Lastnosti
Alkaloidi, kateri vsebujejo kisik, so po navadi brezbarvni kristali. Alkaloidi brez kisika pa so hlapna brezbarvna oljnata tekočina. Alkaloidi s šibkimi bazami so slabo topni v vodi, vendar zlahka topni v organskih topilih. Alkaloidi z grenkim okusom so večinoma strupeni, da bi se zavarovali pred živalmi, vendar pa so živali razvile sposobnost za razstrupljanje teh alkaloidov. Nekateri alkaloidi pa lahko povzročijo tudi razvojne napake nekaterih živali.

## Distribucija v naravi
Alkaloide proizvajajo različni organizmi, predvsem višje razvite rastline. Vsebnost alkaloidov v rastlini znaša nekaj odstotkov od celotne sestave rastline. Odvisno od vrste rastlin je največjo koncentracijo opaziti v listih, sadju, semenu, korenu ali lubju. Različna tkiva iste rastline lahko vsebujejo različne alkaloide. Alkaloide najdemo tudi v nekaterih vrstah gliv, živalih in morskih organizmih.

## Pridobivanje
Zaradi strukturne raznolikosti alkaloidov ne obstaja ena sama metoda pridobivanja alkaloidov iz naravnih surovin. Metoda za pridobivanje je odvisna od topnost alkaloida v organskem topilu, vendar ne v vodi in nasprotno s tendenco njihove soli.
Večina rastlin vsebuje več alkaloidov. Najprej se izloči njihova mešanica, potem pa se loči na posamezne alkaloide. Večinoma so prisotni v obliki soli organskih kislin, ali pa se spremenijo v baze. Alkaloidi so ločeni od svoki mašanic z uporabo njihove različne topnosti v nekaterih topilih in različnih stopenj reaktivnosti z nekaterimi reagenti ali z destilacijo.